# 673
Cette page concerne l'année 673  du calendrier julien. Pour l'année 673 av. J.-C., voir 673 av. J.-C.
L'année 673 est une année commune qui commence un samedi.

## Événements
- Avril-septembre : la flotte du calife prend Cyzique et fait de nouveau le siège de Constantinople. Elle doit se replier devant la résistance byzantine et hiberne à Cyzique[1].
- Printemps : premier règne de Thierry III, roi de Neustrie (673, puis 675-690). Après la mort de Clotaire III entre le 11 mars et le 15 mai[2]. Ébroïn, qui craint l’intervention des Grands, fait monter sur le trône de Neustrie Thierry III, troisième fils de Clovis II et Bathilde. Childéric II, désigné par les Grands, envahit la Neustrie. Ébroïn sera vaincu et interné à Luxeuil par Childéric et une coalition dirigée par Wulfoald et Léger d'Autun. Childéric devient seul roi des Francs. L’autorité des Grands prend un caractère héréditaire. La mairie du palais est supprimée en Neustrie et en Bourgogne[3].
- 31 août -1er septembre : siège et prise de Nîmes par les Wisigoths. Le roi wisigoth Wamba réprime la révolte du duc Paul, qui s'est proclamé roi en Septimanie. Paul, réfugié dans les Arènes doit se rendre le 2 septembre[4].

- Début du règne de Temmu, empereur du Japon (673-686)[5]. Il est selon la tradition le grand réorganisateur de l’État selon le modèle chinois.

- Concile de Saint-Jean-de-Losne, dernier concile mérovingien présidé par Childéric II (673-675)[6] : le clergé doit vivre selon les règles ecclésiastiques, ne pas porter d’armes, ne pas chasser, deux évêques ne peuvent avoir le même diocèse, l’évêque ne peut nommer son successeur.
- Concile de Saint-Pierre-de-Granon (Marmande) en Aquitaine (673-675)[7], présidé par le duc Loup Ier de Vasconie.
- Ermenomaris, dernier évêque de Périgueux (673-675) avant le Xe siècle[8].
- Beto, dernier évêque de Cahors (673-675) avant le IXe siècle[8].
- On ne connaît plus d’évêque à Bordeaux de 673-675 à 814[8].

## Décès en 673
- 4 juillet : Ecgberht Ier, roi du Kent depuis 664[9].
- Yan Liben (Yen-Li Pen), peintre chinois de la dynastie Tang.